# Hosta rectifolia
Hosta rectifolia är en sparrisväxtart som beskrevs av Takenoshin Nakai. Hosta rectifolia ingår i släktet funkior, och familjen sparrisväxter. Inga underarter finns listade i Catalogue of Life.

## Bildgalleri

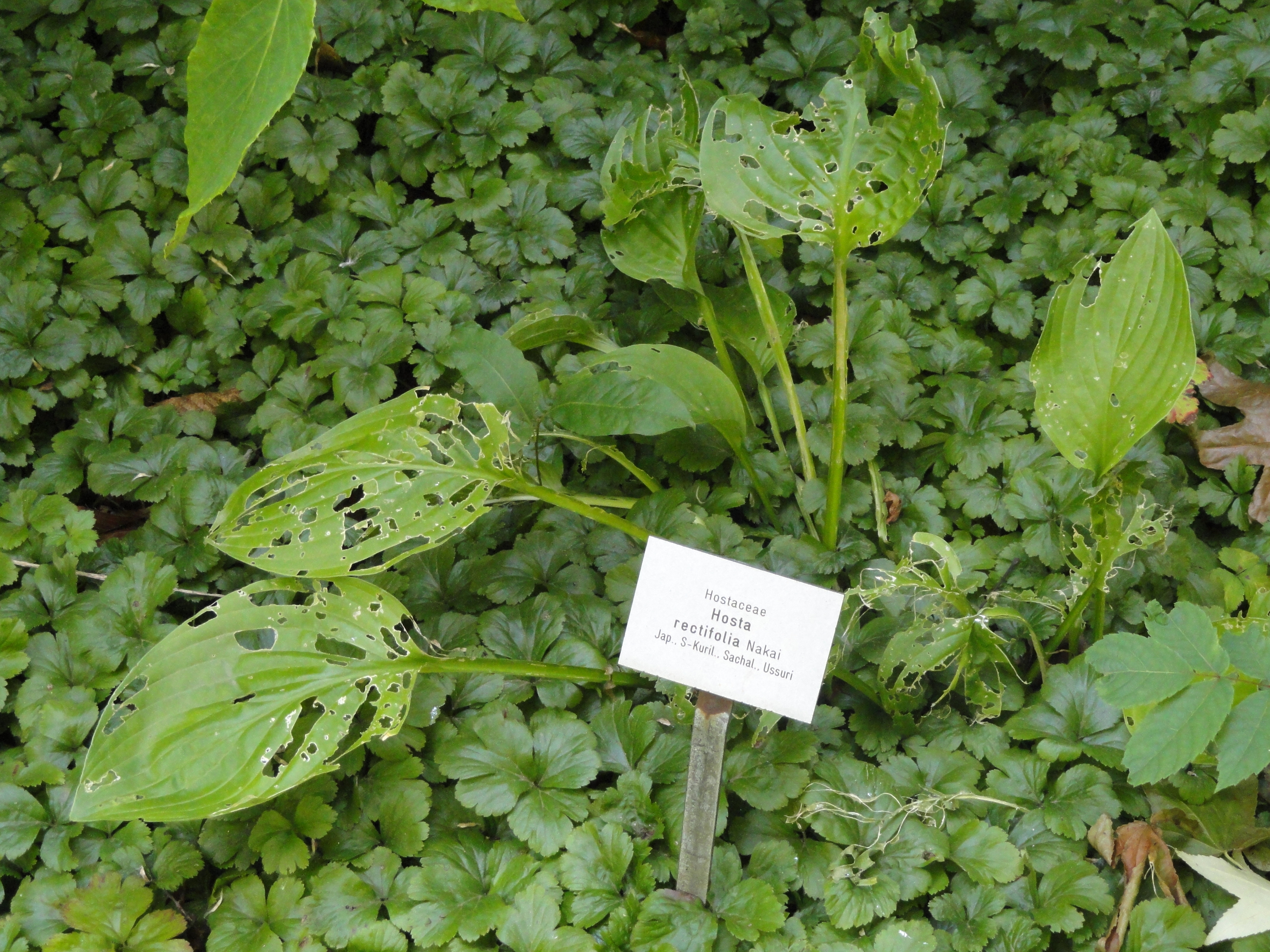
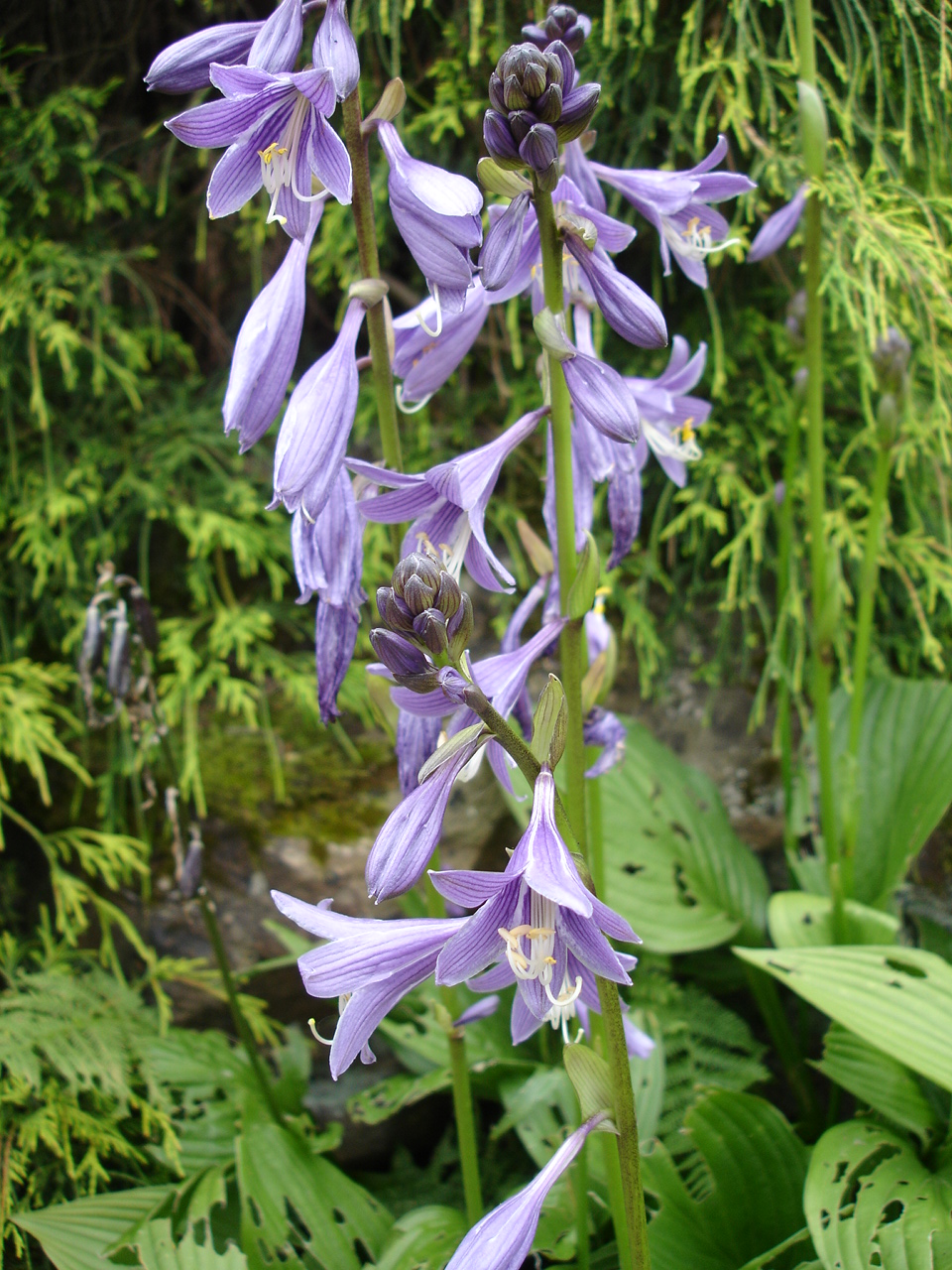